# Озброєний і небезпечний (фільм)
«Озброєний і небезпечний» (англ. Armed And Dangerous) — американський художній фільм 1986 року зроблений у США. Відомий і під іншою назвою — «Озброєні та небезпечні».

## Сюжет
Чудаковитий поліцейський Френк Дулі — невезучий по життю. Його постійні халепи на роботі зрештою завершуються звільненням, причому помилково — бідоласі, як завжди, довелося розплатитися за чужі гріхи. У цей самий час розчарований і зовсім розбитий Дулі знайомиться з бездарним адвокатом Норманом Кейн, якого теж вигнали з роботи. Побратими по нещастю вирішують разом спробувати удачу і влаштовуються в охоронну фірму. Але й тут неприємності починають переслідувати їх з самого першого дня. А через деякий час Дулі і Кейна вже тихо ненавидять всі співробітники фірми. Тоді друзі задумують зробити щось таке, що змусить оточуючих змінити думку про їхні здібності…

## В ролях
- Джон Кенді — Френк Дулі
- Юджин Леві — Норман Кейн
- Роберт Лоджа — Майкл Карлино
- Кеннет МакМіллан — капітан Клеренс О'Коннор
- Мег Райан — Меггі Кавано
- Брайон Джеймс — Ентоні Лазарус
- Савелій Крамаров — Олаф
- Джонатан Бенкс — Клайд Клеппер
- Дон Страуд — сержант Ріццо
- Томмі Лістер — сержант Бруно
- Джеймс Толкан — Лу Брекман
- Стів Рейлсбек — ковбой, водій тягача

## Цікаві факти
- В одній з ролей другого плану в цьому фільмі знявся Савелій Крамаров.